# AdVenture Capitalist
AdVenture Capitalist é um jogo incremenal gratuito desenvolvido e publicado pela Hyper Hippo Productions. Foi primeiramente lançado para navegadores web e Android em 2014, para iOS (publicado pela Kongregate), Microsoft Windows, OS X e Linux em 2015, e para Playstation 4 em 2016. AdVenture Capitalist é um jogo que satiriza o dinheiro, onde o objetivo do jogador é construir um império financeiro a partir de uma única barraca de limonada. O jogador joga observando barras de progresso que representam o tempo até aquele negócio produzir dinheiro. Clica-se no limão, e alguns segundos depois ganha-se $1. Após acumular uma certa quantia, surge a opção de comprar outra barraca de limonada, que fará cada clique render $2, e assim por diante. Depois de ter barracas de limonada suficientes, o jogador poderá comprar um negócio de outro ramo: banca de jornal, e depois poderá contratar um gerente, que vai fazer o trabalho de pressionar o botão para ele.
Em 08 de maio de 2015 recebeu uma expansão lunar: quando o jogador atingir uma conta de $10 decillions, poderá iniciar a pesquisa de uma missão espacial, que dura 200 horas (~8 dias e 8 horas) do mundo real para ser completada. Completa, o jogador terá acesso a novos negócios e gerentes.